# Joan Llampallas Alsina
Joan Llampallas Alsina (el Masnou, Maresme, 8 de novembre de 1866 - Montcada i Reixac, Vallès Occidental, 4 de setembre de 1936) fou un polític català, alcalde del Masnou durant la Dictadura de Primo de Rivera.
Propietari rendista, entrà al consistori del Masnou amb la Dictadura de Primo de Rivera amb el partit institucional Unión Patriótica. Fou 1r tinent d'alcalde de 1923 a 1924 i alcalde del Masnou de 1924 a 1930, any en què va caure la dictadura.
Durant el seu mandat, es reformà i restaurà la casa de la vila, s'homenatjà el comte de Lavern, Pere Grau Maristany, es dugueren a terme campanyes d'ajut als soldats de la Guerra del Rif i s'inaugurà l'Escola nocturna per a obreres. Hi hagué una forta dinàmica constructiva, amb la construcció de la plaça d'Alfons XIII (actual plaça d'Espanya), i es constituí la Sociedad Casas Baratas La Masnouense, que construí un gran nombre de cases per a obrers als actuals carrers de Navarra i Itàlia. Durant l'alcaldia es publicà el llibre turístic Masnou: notas para la contribución al estudio de la historia de Masnou (1928) de Pere-Jordi Bassegoda i Musté. A part d'alcalde, també va ser president de la junta de la Casa Benèfica del Masnou.
Amb l'esclat de la Guerra Civil Espanyola, va ser assassinat el 4 de setembre de 1936 en el marc de la repressió en la zona republicana. El 2 de setembre de 1936 fou conduït en cotxe a Santa Coloma de Gramenet i assassinat i enterrat a Montcada. S'adjudicà l'assassinat a Miquel Colomer Juriol i altres desconeguts.
El setembre de 1940 es traslladaren les seves restes per procedir a retre-li honors i enterrar-lo al cementiri del Masnou. Aquell mateix any es posà el seu nom a un nou carrer de la vila (carrer de Joan Llampallas) a la urbanització Bell Indret.